# Zamora FC
Zamora Fútbol Club ist ein venezolanischer Fußballverein aus Barinas. Der Verein wurde 1977 gegründet und trägt seine Heimspiele im Estadio Agustín Tovar aus.
Das Stadion bietet Platz für 27.500 Zuschauer. Zamora FC wurde bisher viermal venezolanischer Fußballmeister und spielt derzeit in der Primera División, der höchsten Spielklasse in Venezuela.

## Geschichte
Der Verein Zamora FC wurde am 2. Februar 1977 in Barinas, der Hauptstadt des gleichnamigen Bundesstaates im Westen Venezuelas, gegründet. Zunächst spielte der Verein in unteren Ligen des venezolanischen Fußballs. In der Saison 2005/06 wurde man Zweiter in der zweiten Liga, der Segunda División, und qualifizierte sich damit erstmals für die Primera División, in der man die erste Spielzeit mit einem überraschend guten vierten Platz in der Endtabelle abschloss, nachdem im Torneo Apertura der fünfte und im Torneo Clausura der vierte Platz belegt wurde. Durch den vierten Rang in der Endtabelle erreichte Zamora FC die Copa Sudamericana 2007, wo man jedoch bereits in der ersten Qualifikationsrunde am ecuadorianischen Vertreter CD Olmedo scheiterte. In der Folgesaison konnte Zamora FC im Torneo Apertura die Vorjahresplatzierung wiederholen und wurde erneut Fünfter. Da man den Clausura-Wettbewerb auf den siebenten Platz abschloss, wurde man nach Addition der Punkte auch in der Endtabelle Siebter und verpasste diesmal die Teilnahme an der Copa Sudamericana. In der Saison 2008/09 schaffte Zamora FC wieder die Promotion für das kontinentale Geschäft. Der Verein wurde Siebter in der Apertura und Vierter in der Clausura und erreichte dadurch in der Endtabelle einen dritten Platz hinter Meister FC Caracas und dem Zweiten Deportivo Táchira. Man qualifizierte sich aufgrund des dritten Ranges für die Copa Sudamericana 2009, wo wiederum in der ersten Qualifikationsrunde Schluss war. Ecuadors Topverein Emelec Guayaquil stellte eine zu große Hürde dar. Die Saison 2009/10 endete für Zamora FC mit dem siebten Rang in der Gesamttabelle und die Qualifikation für die Copa Sudamericana wurde verpasst. In der Saison 2010/11 erreichte Zamora FC das Endspiel um die venezolanische Fußballmeisterschaft, in der man Deportivo Táchira FC unterlag. Zuvor hatte Zamora den ersten Platz im Torneo Clausura erreicht, nachdem die Apertura nur als Dreizehnter abgeschlossen wurde. 2012 gewann Zamora dann die erste Meisterschaft und konnte 2013 sogar den Titel erfolgreich verteidigen. Weitere Titel kamen 2016 und 2018 hinzu.

## Erfolge
- Primera División: 4×

2013, 2014, 2016, 2018
- Copa Venezuela: 1×

2019
- Teilnahme an der Copa Libertadores: 6×

2012: Gruppenphase
2014: Gruppenphase
2015: Gruppenphase
2017: Gruppenphase
2019: Gruppenphase
2023: 1. Qualifikationsrunde

## Trainerhistorie
- Juli 2014 bis September 2014: Juvencio Betancourt[1]

## Ehemalige Spieler
- Lucas Abraham
- Rubén Arocha
- Juan García Rivas
- José Francisco González
- Jeffrey Hoogervorst